# Етен (Па де Кале)
Етен (фр. Etaing) насеље је и општина у североисточној Француској у региону Север-Па д Кале, у департману Па де Кале која припада префектури Арас.
По подацима из 2011. године у општини је живело 445 становника, а густина насељености је износила 87,25 становника/km². Општина се простире на површини од 5,1 km². Налази се на средњој надморској висини од 43 метара (максималној 74 m, а минималној 37 m).

## Демографија
| 1962. | 1968. | 1975. | 1982. | 1990. | 1999. | 2011. |
| ----- | ----- | ----- | ----- | ----- | ----- | ----- |
| 351   | 353   | 383   | 366   | 356   | 367   | 445   |

График промене броја становника у току последњих година